# あおがしま丸
あおがしま丸（あおがしままる）は、伊豆諸島開発が運航している貨客船である。
主に東京港辰巳（または芝浦）及び静岡県伊東港から伊豆諸島各島への不定期貨物航路に就航している。
くろしお丸就航前の2022年2月までは、八丈島～青ヶ島航路の定期船として運航されていた。

## 概要
あおがしま丸就航前は、旅客船還住丸 (119 t) および貨物船黒潮丸 (440 t) が青ヶ島航路に就いていたが、船齢はともに20年を越えて老朽化が進んでいた。
還住丸は小型軽量船であったため、揺れが激しく就航率が50%程度と低いという問題を抱えていたことや、八丈島 - 青ヶ島航路は青ヶ島島民にとって唯一の生活航路であるという役割を考慮し、航路経営の効率性からも、還住丸と黒潮丸の機能を1隻で担う大型化した貨客船を導入することになった。
新造船建造のスキームについては、鉄道建設・運輸施設整備支援機構との共有建造方式を採用している。

## 就航航路
- 貨物：東京港芝浦（または辰巳）埠頭・静岡県伊東港 - 伊豆諸島各島
- 旅客：八丈島 - 青ヶ島　約3時間　(くろしお丸及びははじま丸ドック時と神新汽船フェリーあぜりあのドック時に就航)

以前の還住丸は八丈島八重根漁港を利用していたが、船の大型化により主に底土港に変更された。それにより7 kmほど航路が長くなったが、高速化により従来と同等の所要時間を維持している。
底土港への変更により、東京 - 八丈島航路と同一の港を利用することとなり、東京からの乗り継ぎが便利になった。
毎週日曜日は運休日であり、木曜日（隔週で水曜日も）が東京港での貨物積込のために八丈島 - 青ヶ島航路は運休となる。
還住丸に比べ就航率が向上したとは言え、青ヶ島港は風浪・潮流の影響を受けやすいため、就航率は60 - 70%にとどまっている。
2022年2月下旬に新造船「くろしお丸」が八丈島 - 青ヶ島航路の定期船として就航したため、2022年3月より「ゆり丸」の後継として予備船となり、伊豆諸島各島への不定期貨物運航を主とするようになった。ただし前述の通り、くろしお丸と、ははじま丸のドック修繕時及びグループ会社である神新汽船フェリーあぜりあのドック修繕の際は、くろしお丸が父島 - 母島航路及び下田 - 伊豆諸島航路に就航するため、本船が八丈島 - 青ヶ島航路に就航する。
2024年3月、前年12月に発生した機関室火災に伴う修繕のため長期運休となっていた鹿児島県十島村の定期船「フェリーとしま2」の代船としてあおがしま丸が傭船され、鹿児島 - 十島村各島 - 名瀬航路の運用に就いた。

## 船室
2等船室のみ

## ギャラリー

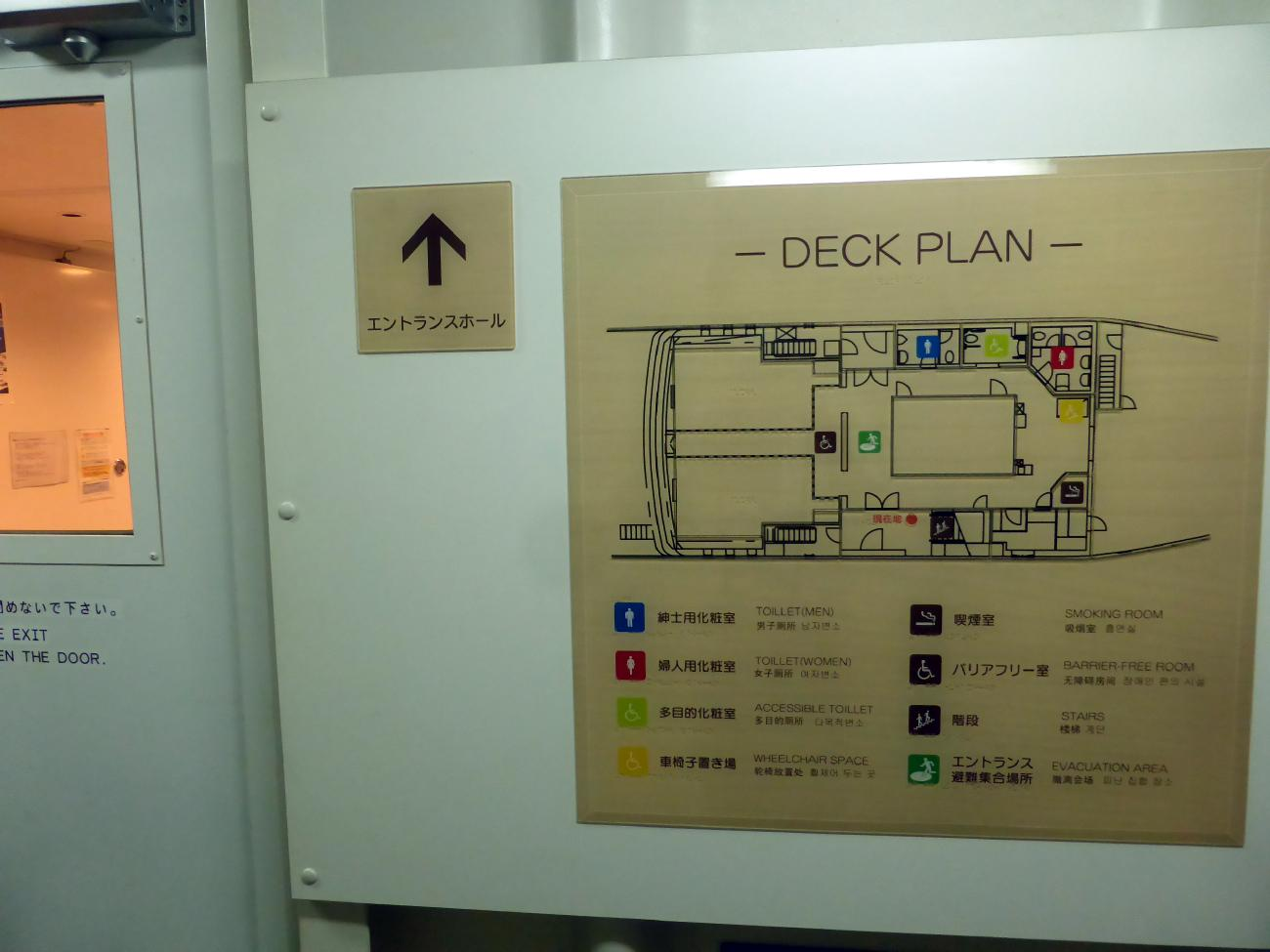
客室のある2F配置図
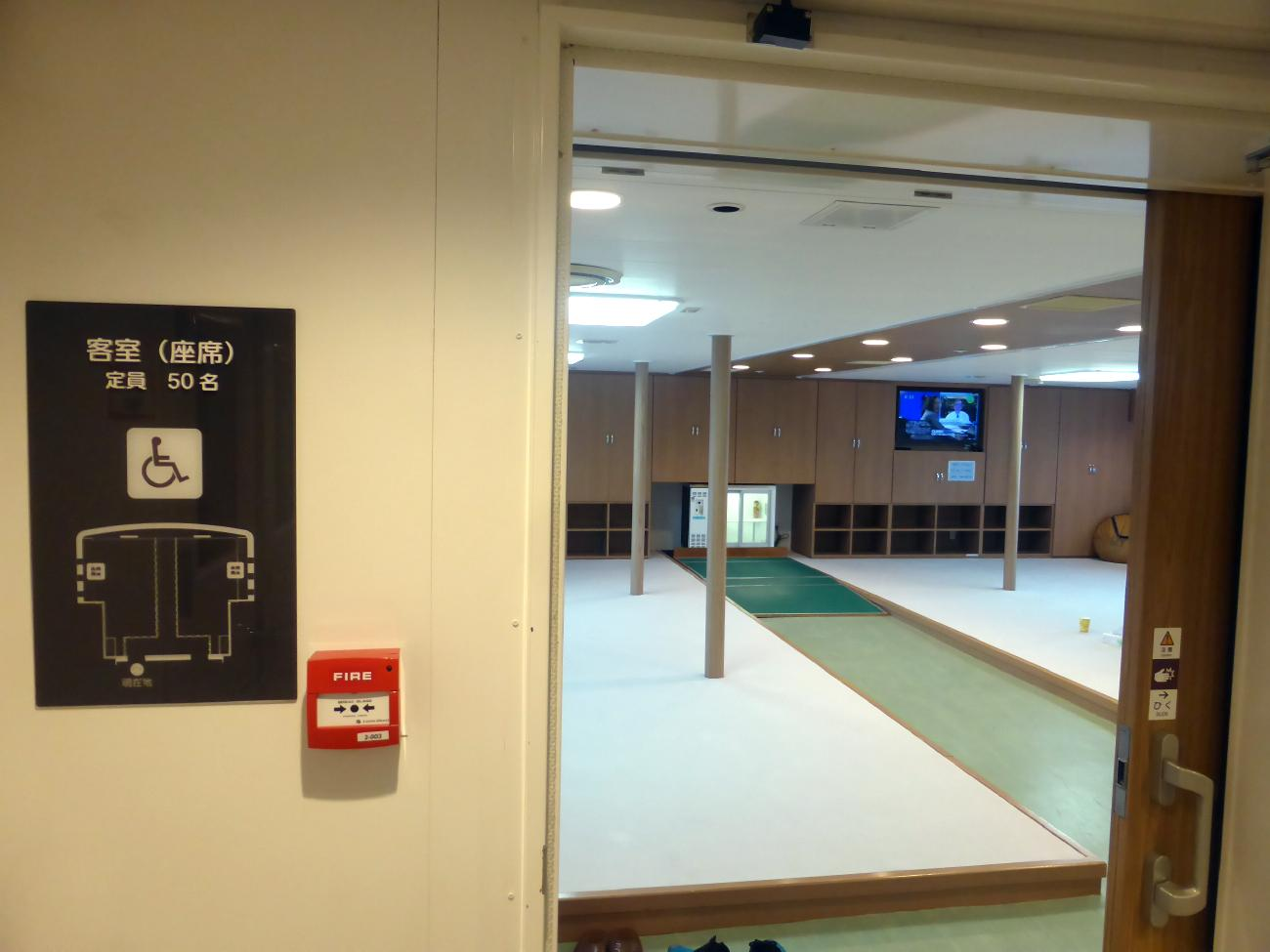
客室は定員50名でフロアタイプ
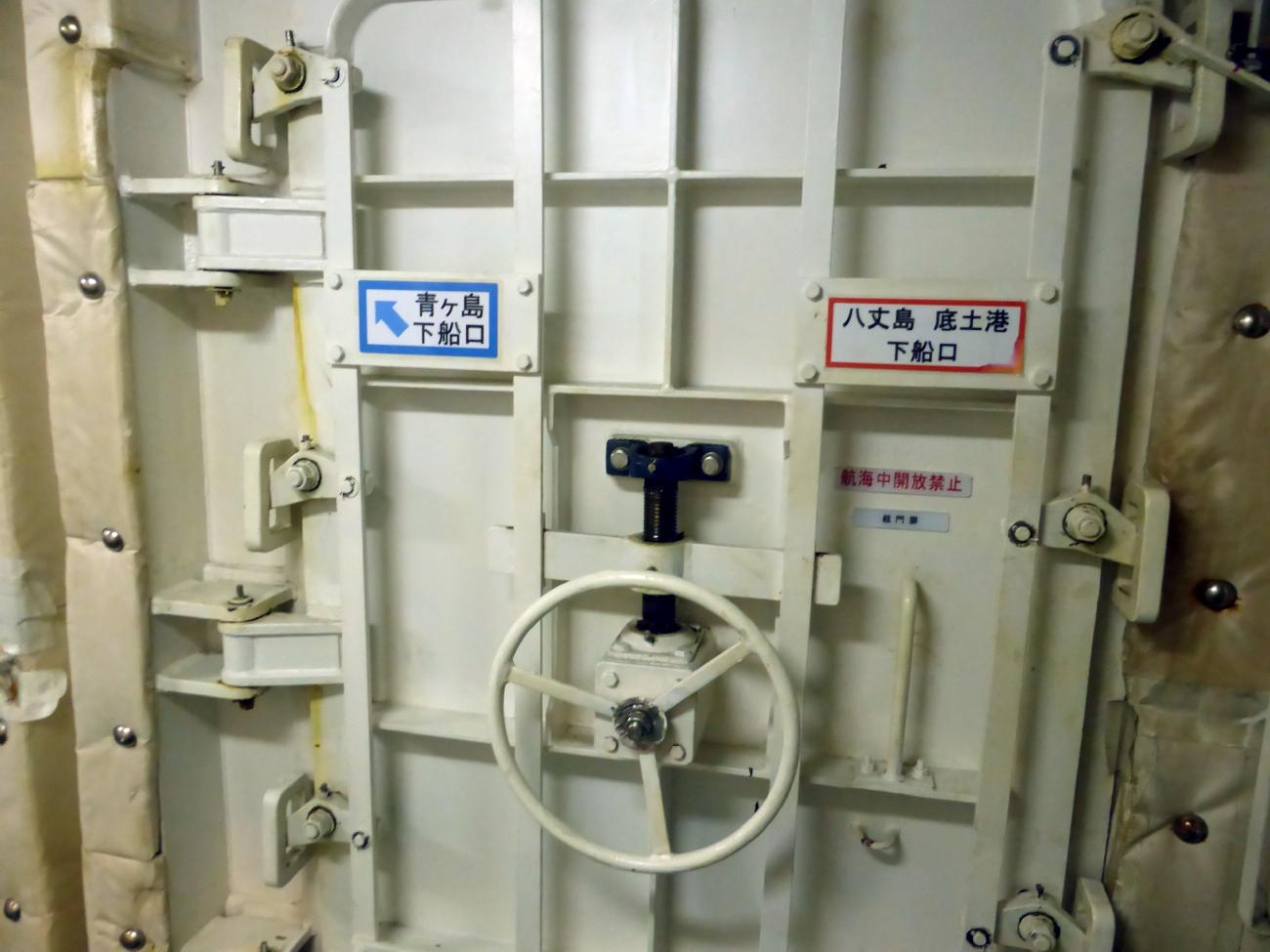
八丈島下船口はこの扉 青ヶ島下船口は3F
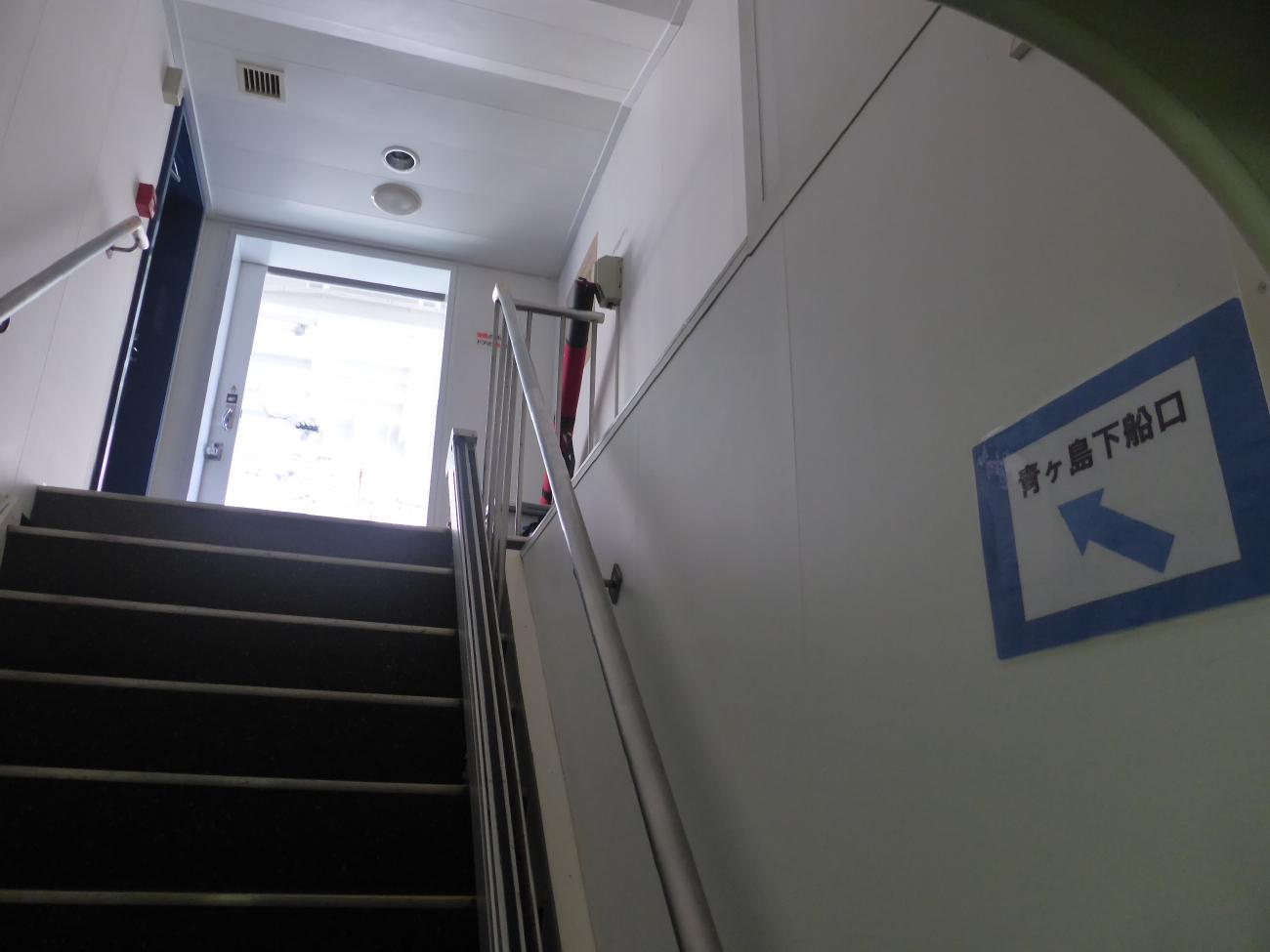
青ヶ島下船口・3Fへの階段
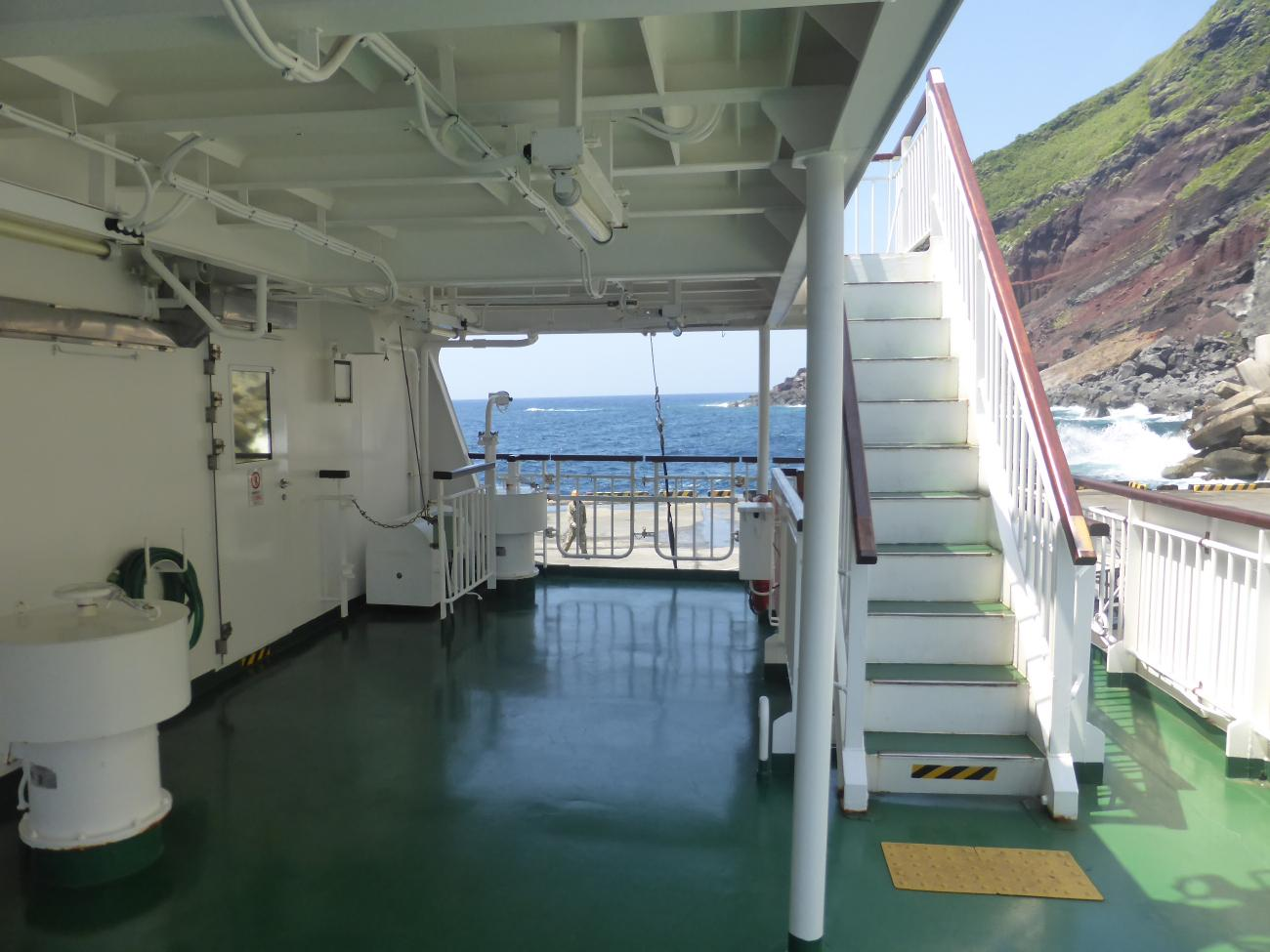
青ヶ島は3F船尾から下船
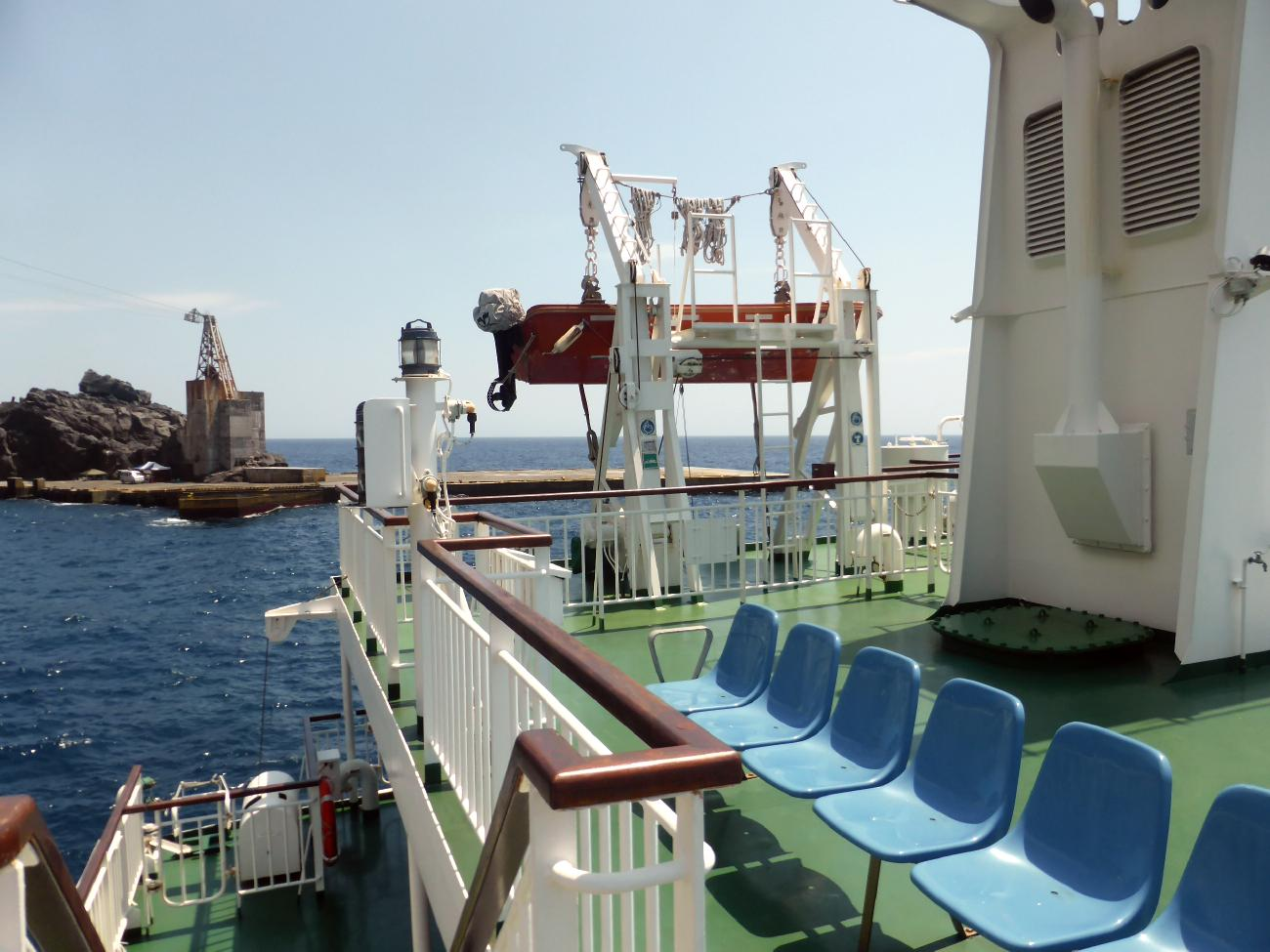
4Fデッキは船の船尾付近